# Hofanlage Am Weserdeich 3
Die Hofanlage Am Weserdeich 3 in Elsfleth-Oberhammelwarden, an der Weser, stammt aus der Mitte des 19. Jahrhunderts.
 
Aktuell (2023) wird sie als Wohnhaus und landwirtschaftlich als Pony-Gestüt Moorkieker genutzt.
Die Gebäude stehen unter Denkmalschutz (siehe auch Liste der Baudenkmale in Elsfleth).

## Geschichte
Hammelwarden (heute Brake) war mit Moorriem, Oldenbrok und Strückhausen eine mittelalterliche Marschvogtei. Die Bauerschaft Oberhammelwarden kam später zu Elsfleth.
Die repräsentative Hofanlage auf einem baumbestandenen Grundstück, symmetrisch um einen zur Straße offenen Innenhof angeordnet, besteht aus
- dem eingeschossigen neunachsigen traufständigen Wohnbäude von um 1850, zurückversetzt gegenüber den beiden Scheunen angeordnet, als Haus in Backstein, mit Krüppelwalmdach, zweigeschossigem Giebelrisalit mit Satteldach, mittigem Eingang hinter Freitreppe mit Einsengitter, rundbogigen Öffnungen, Traufgesimsen und Rahmungen der Fensterbögen durch Klinker,[2]
- der eingeschossigen traufständigen südlichen linken Scheune von 1861 (Inschrift) in Fachwerk (Seitenwände) mit Steinausfachungen und Ankerbalkenkonstruktion, mit Krüppelwalmdach, massivem Giebel mit der hofseitigen  Grooten Door mit Korbbogen und Längsdurchfahrt,[3]
- der eingeschossigen traufständigen südlichen rechten Scheune von 1851 (Inschrift) in Fachwerk mit Steinausfachungen (Seitenwände), mit Krüppelwalmdach, massivem Giebel, mit der hofseitigen Grooten Door mit Korbbogen und Längsdurchfahrt sowie zweiter späterer rechter Toranlage[4]
- sowie weiteren nicht denkmalgeschützten Nebenanlagen.

Das Landesdenkmalamt befand: „… geschichtliche und städtebauliche Bedeutung … als beispielhafte, in der Tradition barocker Gestaltungsprinzipien im Rundbogenstil errichtete Hofanlage aus der Mitte des 19. Jhs. … .“